# Street Fighter EX 3
Street Fighter EX 3 (ストリートファイターEX3?, Sutorīto Faitā EX Surī) è il terzo capitolo della serie spin-off Street Fighter EX, sviluppata dalla Arika e pubblicata da Capcom. Nel 2000 il gioco fu pubblicato per PlayStation 2 in Giappone e Nord America, arrivando in Europa un anno dopo, nel 2001.

## Modalità di gioco
Street Fighter EX 3 include un gameplay simile al predecessore Street Fighter EX 2 Plus, con la possibilità di eseguire attacchi SUPER! e attacchi METEOR!. Ad essere rimosso è stato lo "spezza guardia", sostituito da un sistema chiamato "parata critica", ininfluente sulla barra della SUPER!.
La giocabilità del gioco è praticamente la stessa senza apparenti modifiche complessive, tranne per l'aggiunta delle battaglie "Tag Team", simili a quelle di Tekken Tag Tournament, consistenti in combattimenti tra i giocatori con due personaggi a scelta in un team.
I personaggi, durante la battaglia Tag, possono essere cambiati: questo avviene anche durante l'esecuzione di alcune mosse, permettendo combo molto originali e devastanti. In questo gioco i personaggi usabili in tag per singolo giocatore sono ben quattro, ma con la barra energetica divisa in due. Esclusione il boss finale, "True M. Bison".

## Personaggi
Ci sono in tutto 25 personaggi, 16 subito disponibili e 9 da sbloccare (contrassegnati con il grassetto).

### Ordinari
Della serie classica di Street Fighter abbiamo a disposizione i seguenti personaggi:
- Blanka (Brasile)
- Chun-Li (Cina)
- Dhalsim (India)
- Guile (Stati Uniti)
- Ken (Stati Uniti)
- M. Bison (isola Shadoloo, nell'Oceano Indiano) - Vega nella versione giapponese
- Ryu (Giappone)
- Zangief (Unione Sovietica)
- Vega (Spagna) - Balrog nella versione giapponese
- Sagat (Thailandia)
- Sakura Kasugano (Giappone)

Esclusivi della serie EX abbiamo, invece, i seguenti:
- Ace, unica new entry, modello finale dei due cycloids ß e γ, è un agente del governo che riesce a riprodurre, durante gli incontri, le mosse degli avversari
- Hokuto, donna dedita alle arti marziali, capace di usare due ventagli per la formazione di venti a suo favore
- Skullomania, ex-impiegato di una ditta cinese, ora supereroe con costume scheletrico. Ebbe l'"ispirazione" quando indosso per la prima volta il costume, per una festa a carnevale
- Doctrine Dark, dinamitardo folle, indossa sempre una maschera antigas per ragioni sconosciute
- Cracker Jack, pugile esperto ed amante del baseball, non si separa mai dalla sua mazza. Fa parte di Shadowlaw
- Sharon, assassina di Shadowlaw e sorella Blair Dame (apparsa in Street Fighter EX), usa una 9mm che porta sempre con sé.
- Nanase, ragazzina giapponese che in battaglia usa un bastone allungabile, proprio come quello di Goku, protagonista della serie anime Dragon ball
- Garuda , essere mostruoso capace di far fuori uscire dal corpo lame acuminatissime
- Pullum Purna, figlia di un ricco signore arabo, Barba Purna, combatte in uno stile simile a quello di Cammy White
- Darun Mister, campione di wrestling e guardia del corpo di Pullum Purna
- Vulcano Rosso , ragazzo italiano con un ciuffo alla Elvis alla ricerca della fidanzata, rapita da Shadowlaw per motivi a lui sconosciuti
- Area  , una ragazza prodigio che combatte usufruendo di pattini e di un apposito congegno meccanico di sua produzione attaccato al braccio destro.
- Kairi , della scuola dell'Hado, come Akuma è un ripudiato
- Shadowgeist , rivale di Skullomania

### Segreti
- Evil Ryu , versione potenziata di Ryu
- M. Bison II , versione potenziata di M.Bison, nel prequel inutilizzabile

### Solo CPU
- True Bison , vero boss finale ed usabile solo tramite cheats con l'usufruire dell'Action Replay